# L'Écluse (Pays-Bas)
Pour les articles homonymes, voir L'Écluse.
Pour la commune, voir L'Écluse (commune).
L'Écluse (en néerlandais : Sluis, anciennement Sluys, ce qui signifie « écluse ») est une ville de la province de Zélande (Flandre zélandaise) aux Pays-Bas. L'Écluse est située dans la commune du même nom L'Écluse, mais le chef-lieu de cette commune est Oostburg.

## Géographie
La ville est située à proximité de la frontière belge et était avec Damme un avant-port de Bruges au XIVe siècle. Elle se trouvait alors à l'embouchure du Zwin, aujourd'hui ensablée. Cette commune néerlandaise est aussi celle qui est la plus proche de la France, à seulement 59 kilomètres à vol d'oiseau de Bray-Dunes (59).

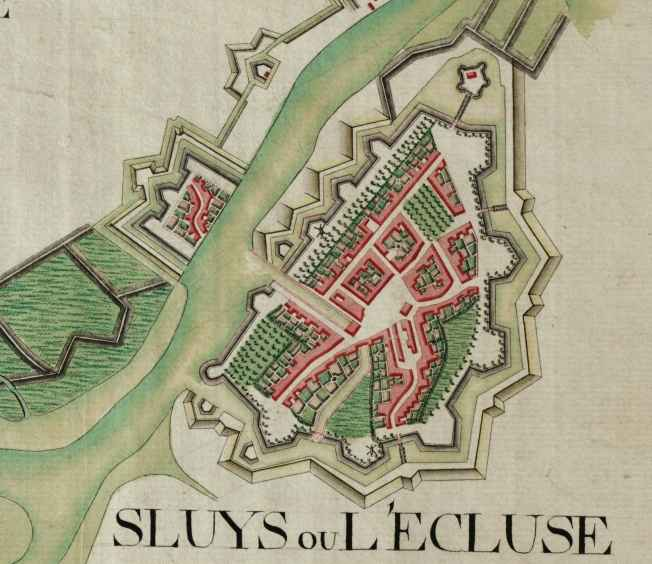
L'Écluse vers 1770

## Histoire

### Moyen Âge
L'emplacement de l'Ecluse en fit le port de la prospère ville de Gand. 
En 1340, au début de la guerre de Cent Ans, y fut livrée une bataille navale, la bataille de l'Écluse, durant laquelle la flotte anglaise d'Édouard III y détruisit 190 nefs françaises. En 1385, une autre bataille navale opposa français et anglais : cette fois, les Français, commandés par l'amiral Jean de Vienne, la remportèrent. 

### Epoque moderne
Au cours de la guerre de Quatre-Vingts Ans, la ville fut assiégée à de nombreuses reprises : tombée aux mains des indépendantistes hollandais en 1576, elle fut reprise en 1587 par les Espagnols puis à nouveau occupée par les troupes de Maurice de Nassau en 1604 (en 1603, les Hollandais défont les Espagnols sur mer lors d'une autre bataille de l'Écluse). 
L'ingénieur Menno van Coehoorn fit enceindre la ville de bastions modernes en 1702, ce qui n'empêcha pas les Français de s'emparer de ce port en 1747 puis en 1794. 

### Epoque contemporaine
Le lexicographe néerlandais Johan Hendrik van Dale vécut à L'Écluse de 1828 à sa mort en 1872, et y rédigea le « Grand Dictionnaire du Néerlandais ».
Durant la Seconde Guerre mondiale, la ville fut en grande partie détruite en 1944 lors de l'opération Switchback pour la conquête de l'estuaire de l'Escaut.

## Bâtiments

### Beffroi

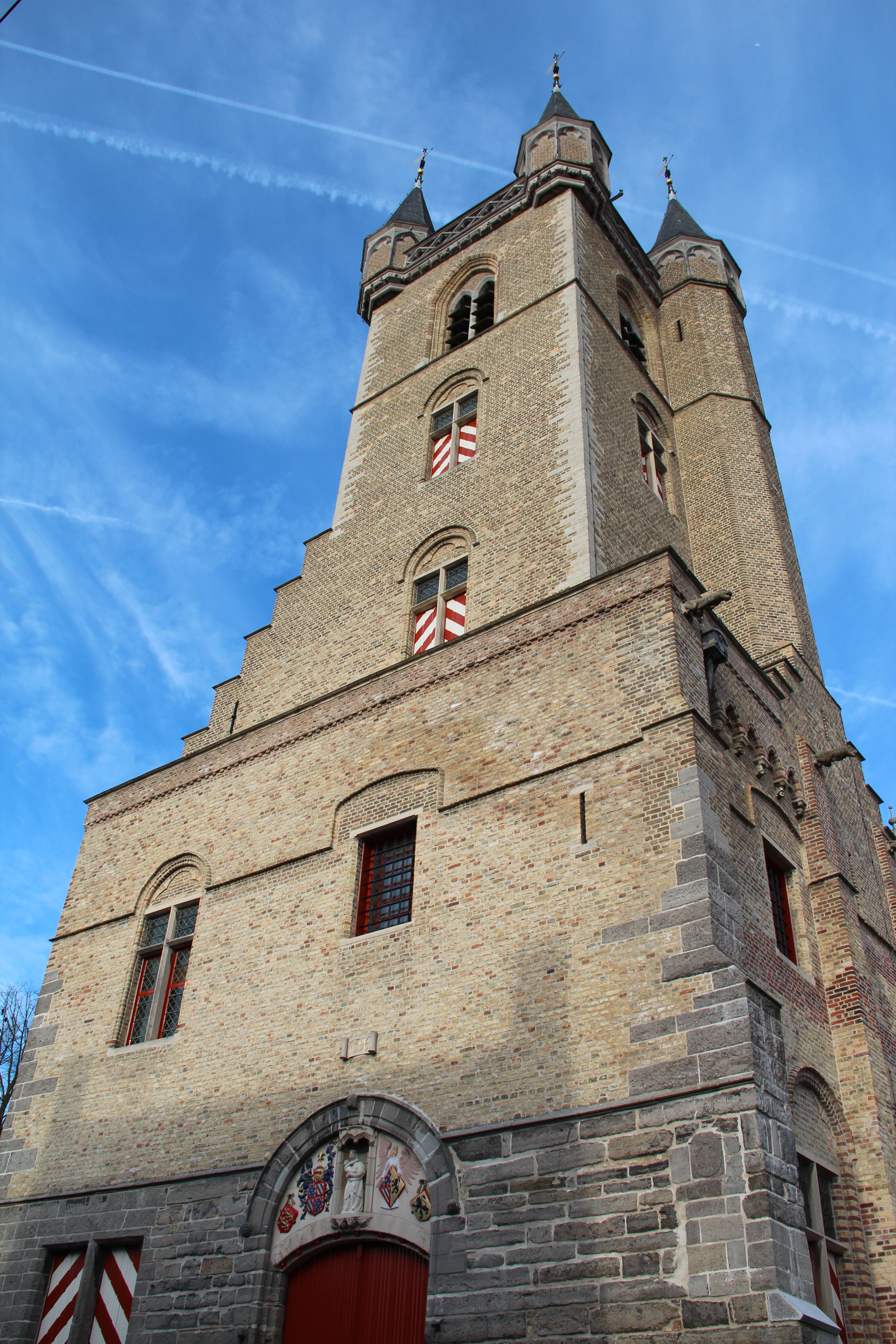
Le beffroi (XIVe siècle)

L'hôtel de ville (Stadhuis) est dominé par un beffroi du XIVe siècle, le seul existant aux Pays-Bas. Aujourd'hui, un musée y est ouvert.

### Le moulinDe Brak

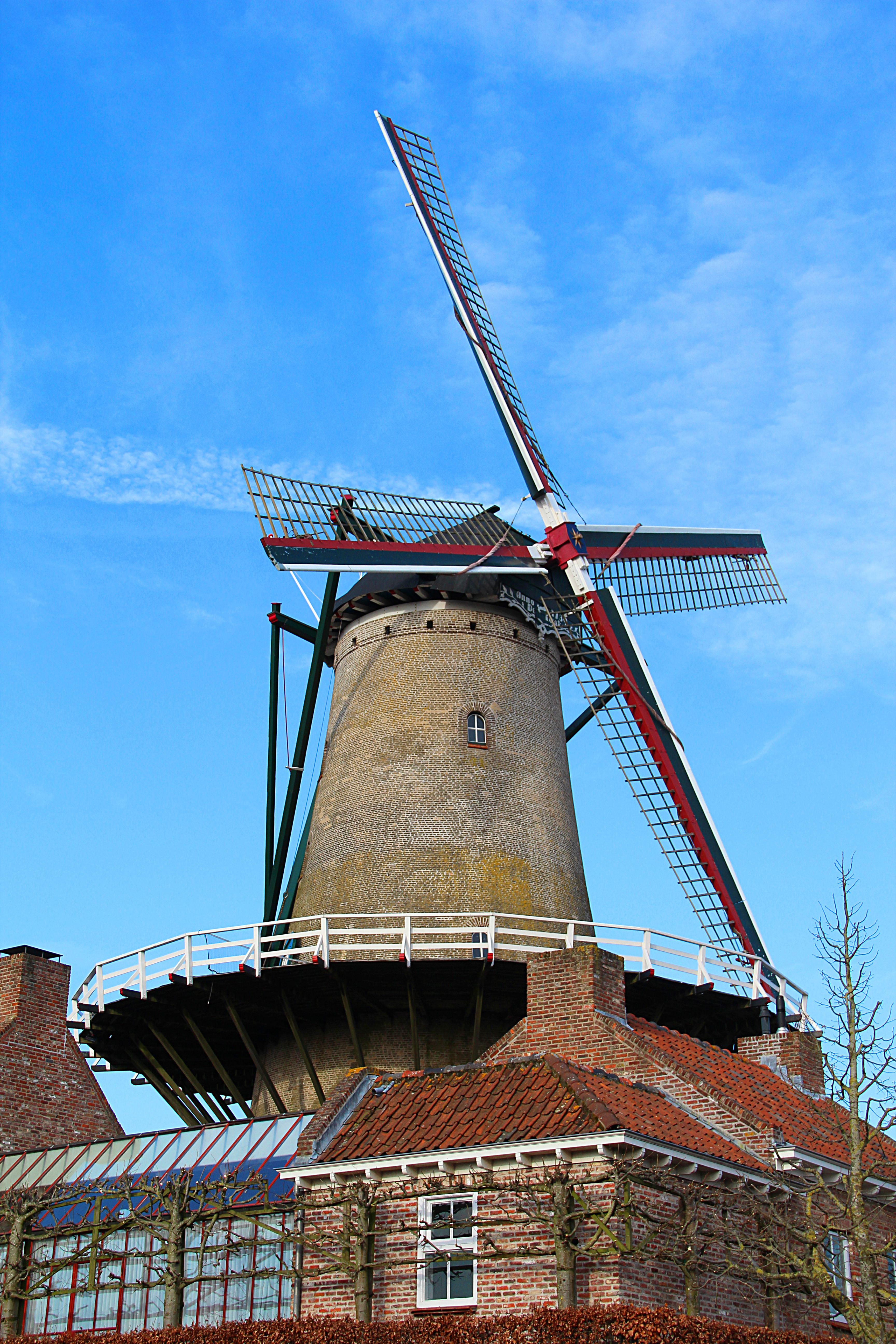
Le moulin de Brak

Le moulin De Brak a été reconstruit en 1951, à la suite de sa destruction en 1944. Initialement inclus dans les remparts de la ville. Se visite.

## Galerie

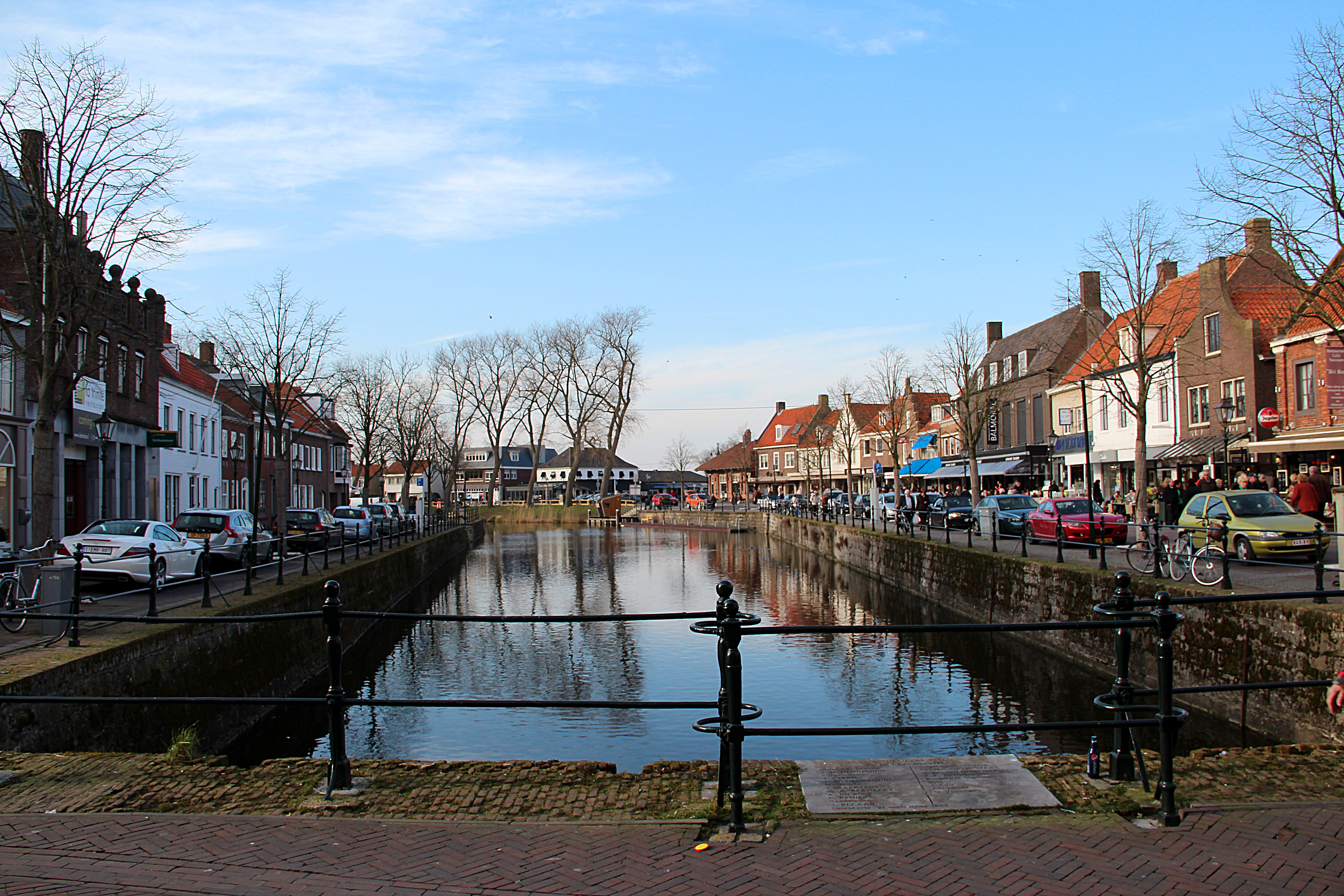
Le quai en pierre et le canal
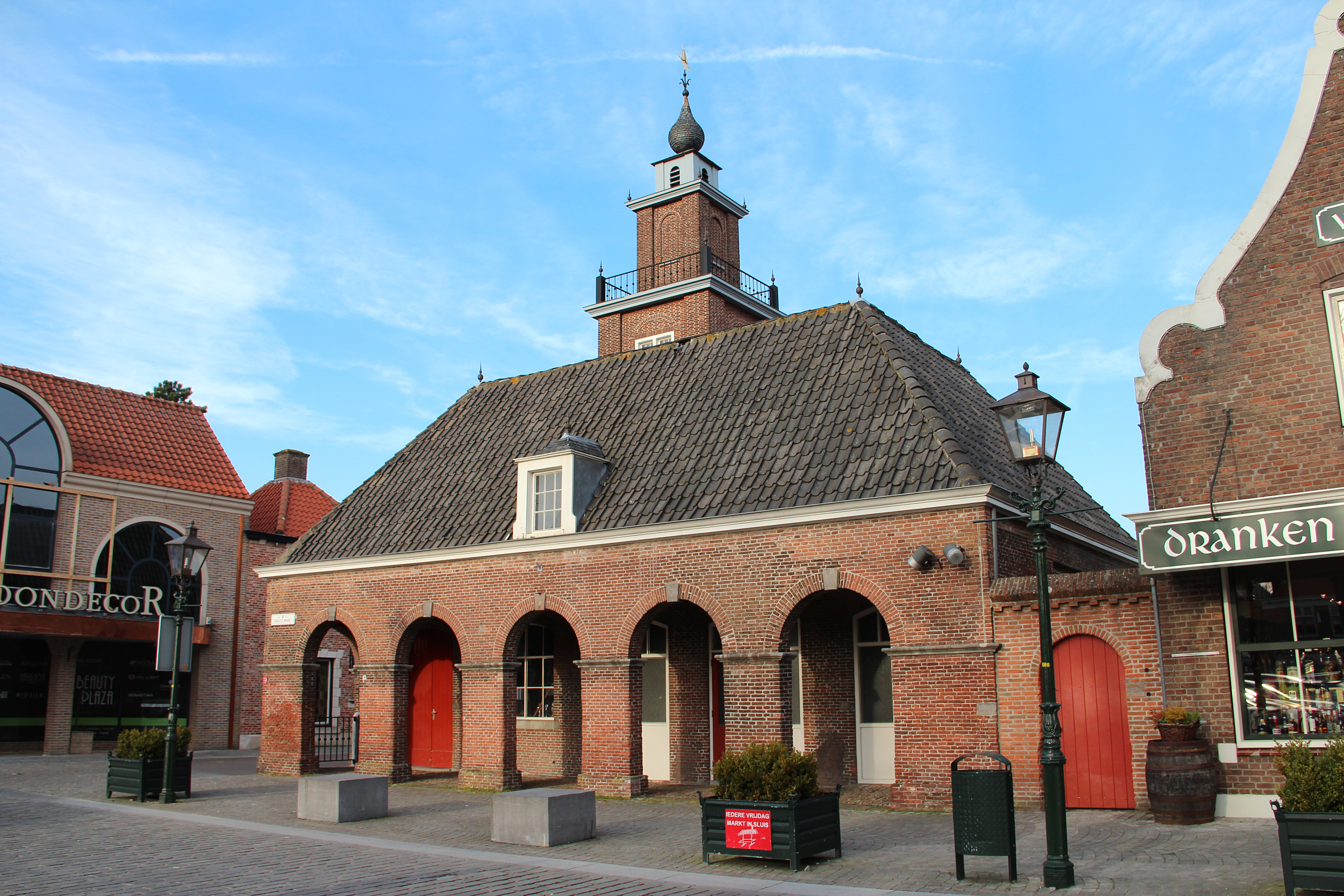
La caserne des pompiers
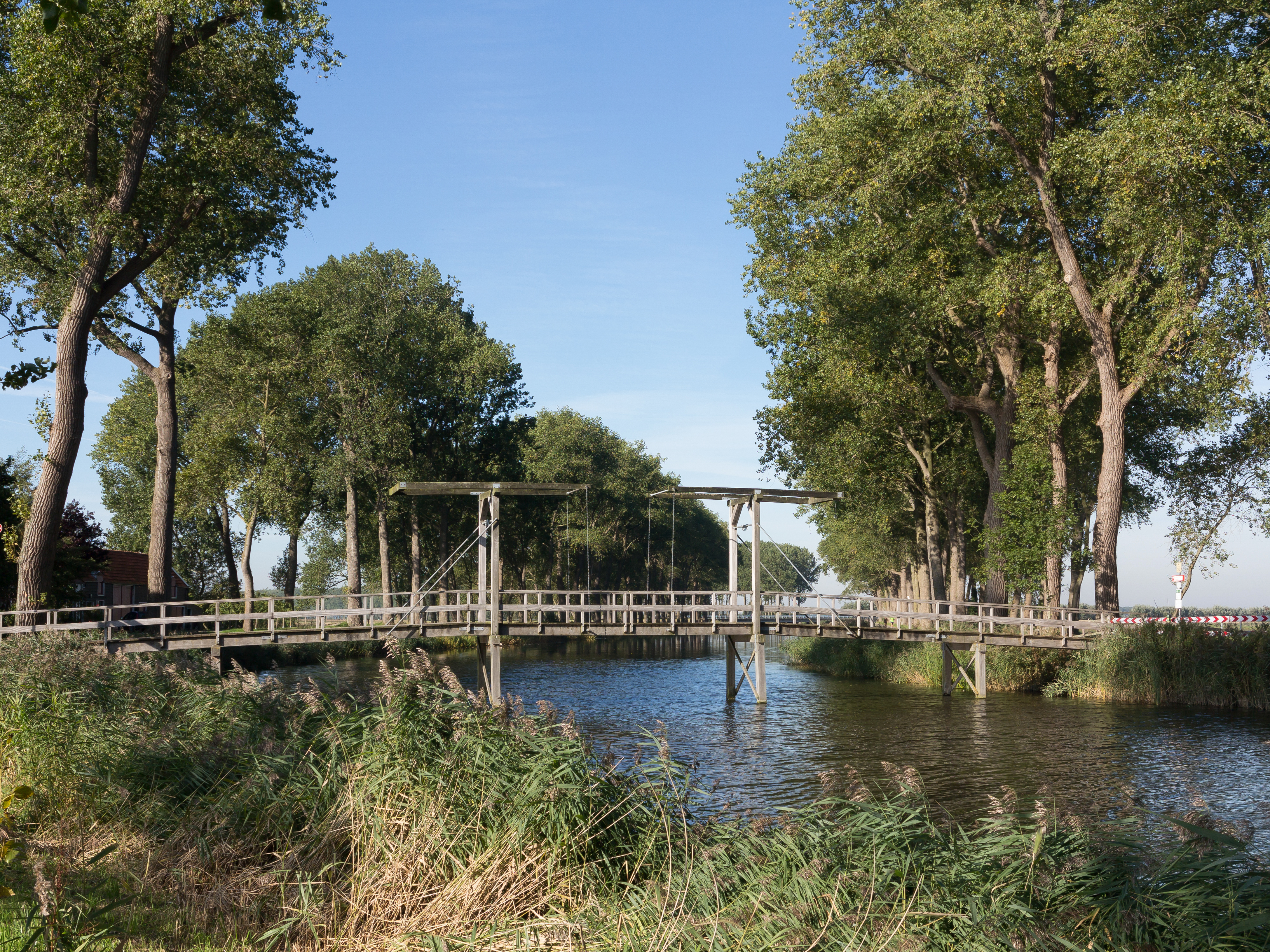
Pont basculant